# Encarsia neocala
Encarsia neocala är en stekelart som beskrevs av John M. Heraty och Andrew Polaszek 2000. Encarsia neocala ingår i släktet Encarsia och familjen växtlussteklar.
Artens utbredningsområde är Nya Kaledonien. Inga underarter finns listade i Catalogue of Life.